# Бурмакина (деревня)
Бурмакина — деревня в Слободо-Туринском районе Свердловской области России, входит в состав Усть-Ницинского сельского поселения. 

## География
Деревня Бурмакина расположена в 37 километрах (по автодороге в 46 километрах) к юго-востоку от села Туринская Слобода, на правом берегу реки Туры, в двух километрах ниже устья реки Липки.

## История деревни
Название деревни произошло от фамилии первого поселенца Бурмакина. Его фамилия образована от русского слова «бурмить», что означает «говорить невнятно, бормотать».

## Население
| 2002 | 2010 | 2021 |
| ---- | ---- | ---- |
| 93   | ↗98  | ↘49  |